# الملعب الوطني (تايلاند)

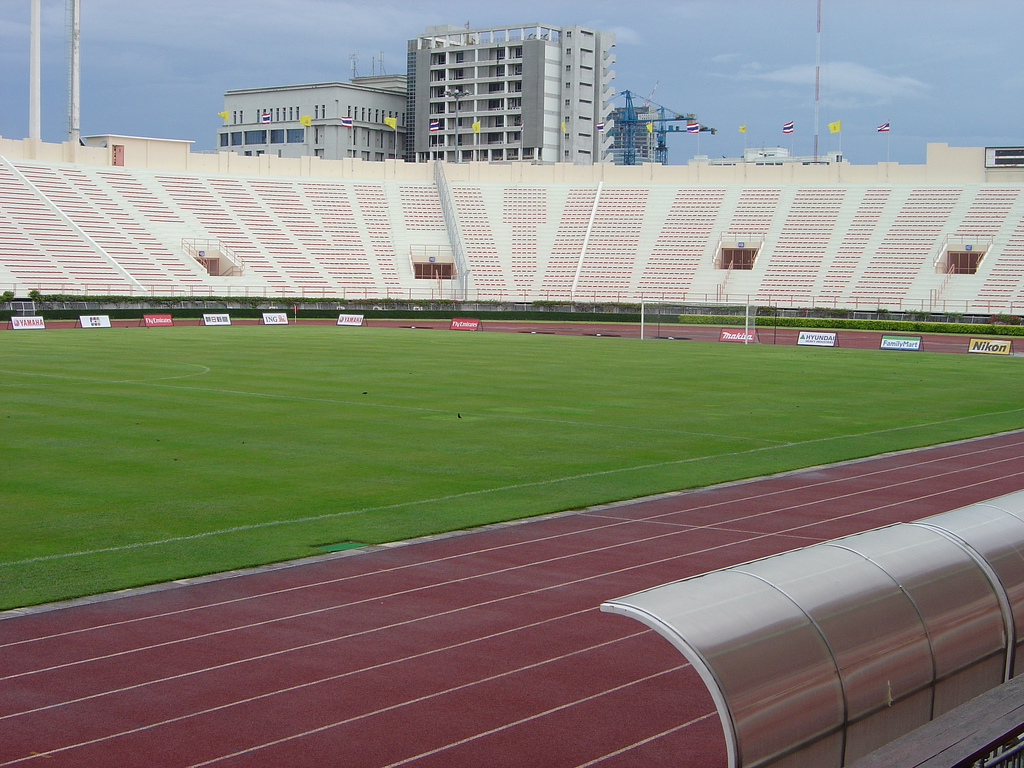
ملعب سوباتشالاساي

ملعب سوباتشالاساي أو الأستاد الوطني (بالتايلنية: สนามศุภชลาศัย กรีฑาสถานแห่งชาติ) في بانكوك في تايلند هو ملعب متعدد الاستخدامات افتتح عام 1935م ويتسع ل35000 متفرج أقيمت فيه الألعاب الآسيوية في أعوام 1966م و1970م و1978م.